# Dasycorsa modesta
Dasycorsa modesta là một loài bướm đêm trong họ Geometridae.